# Timbaúba Futebol Clube
O  Timbaúba Futebol Clube  é um clube brasileiro de futebol, da cidade de Timbaúba, na Mata Norte do estado de Pernambuco. Atualmente disputa a Série A2 do Campeonato Pernambucano.

## História
O clube fundado em 15 de janeiro de 1997 profissionalizou-se em 2009, e fez a estreia em competições profissionais na Copa Pernambuco daquele ano, terminando em quarto lugar.
Desde 2010 o clube participa anualmente da Série A2 do Campeonato Pernambucano, exceto no anos de 2017, 2019 e 2021. Suas melhores participações foram nos anos de 2013 e 2016, em que conquistou o terceiro lugar e perdendo a vaga para a elite do estado para o Vitória das Tabocas e Afogados da Ingazeira respectivamente.

## Estádio
O Timbaúba realiza seus jogos no Estádio Municipal Ferreira Lima e é localizado na cidade de Timbaúba, no estado de Pernambuco. Sua capacidade atual, por medidas de segurança, é de 3.750 pessoas e pertence a Prefeitura Municipal de Timbaúba.

## Desempenho em competições

### Campeonato Pernambucano - Série A2
| Ano  | Posição |
| 2010 | 5º      |
| 2011 | 3º      |
| 2012 | 8º      |
| 2013 | 3º      |
| 2015 | 11º     |
| 2016 | 3º      |
| 2018 | 9°      |
| 2022 | 22º     |

### Copa Pernambuco
| Ano  | Posição |
| 2009 | 4º      |